# Échallat
Échallat – miejscowość i gmina we Francji, w regionie Nowa Akwitania, w departamencie Charente.
Według danych na rok 1990 gminę zamieszkiwało 426 osób, a gęstość zaludnienia wynosiła 28 osób/km² (wśród 1467 gmin regionu Poitou-Charentes Échallat plasuje się na 608. miejscu pod względem liczby ludności, natomiast pod względem powierzchni na miejscu 571.).